# Pseudomys albocinereus
Pseudomys albocinereus is een knaagdier uit het geslacht Pseudomys dat voorkomt in Australië. Zijn verspreidingsgebied beslaat het zuidwesten van West-Australië. Daar leeft hij in zandsteppes en struikgebieden.
De vacht is lang en zacht. De rug is grijs, de onderkant wit, met een geleidelijke overgang. De staart is dun, nauwelijks behaard en voornamelijk roze van kleur, op een smalle donkerbruine lijn aan de bovenkant na. Ook de neus, de voeten en de oren zijn roze. De kop-romplengte bedraagt 70 tot 100 mm, de staartlengte 85 tot 110 mm, de achtervoetlengte 20 tot 25 mm, de oorlengte 17 tot 19 mm en het gewicht 15 tot 40 gram (tot 60 gram in het oosten van de verspreiding). Vrouwtjes hebben 0+2=4 spenen.
De soort is 's nachts actief en slaapt zowel in holen als in nesten. Hij eet groene planten, zaden en geleedpotigen. Het is een rustig dier. Het dier kan in lage struiken springen. In het westen van zijn verspreiding wordt er meestal maar één nest per jaar geboren, in de lente, maar in het oosten hangt het van de voortplanting af.
Er zijn twee ondersoorten:
- Pseudomys albocinereus albocinereus (vasteland, Dirk Hartogeiland)
- Pseudomys albocinereus squaolorum (Bernier Island en Dorre Island)